# Cabrilla

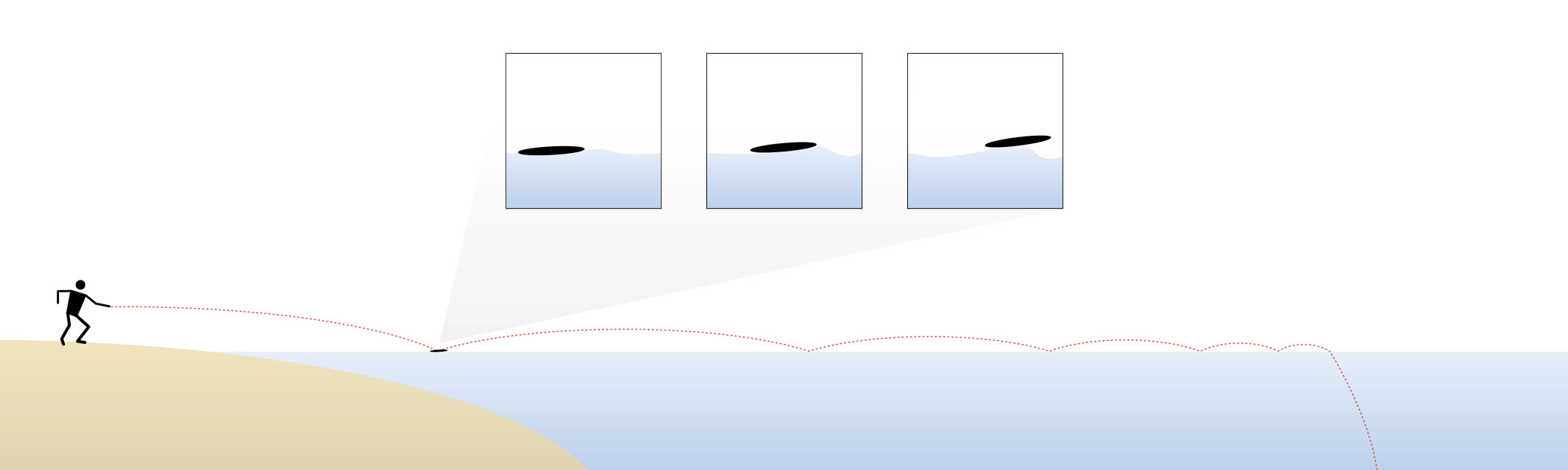
Juego de las cabrillas.

Cabrillas (también conocido como epostracismo, hacer patito, hacer la rana, hacer sapito o la chata) es un pasatiempo practicado al menos desde tiempos de la Antigua Grecia, pues Homero escribió sobre él, y cuyo objetivo es lanzar un guijarro contra la superficie del agua de forma que rebote una o más veces. Hay competiciones en las que gana el que más rebotes consigue antes de que el canto se sumerja. Según el Libro Guinness de los récords el récord mundial es de 88 rebotes, conseguido por el estadounidense Kurt Steiner en 2013.

## Fundamentos físicos
Cualquiera que haya intentado practicar este juego habrá notado que para realizar una buena ejecución el lanzamiento tiene que reunir unas condiciones físicas determinadas. No basta con que la piedra tenga la forma de un elipsoide o disco plano, además debe ser lanzada de forma que la parte plana quede aproximadamente paralela a la superficie del agua. La altura del lanzamiento debe ser tan baja como resulte posible, e idealmente el punto de partida no debe estar mucho más alto que la superficie del agua. Es necesario que el agua esté muy tranquila, y es conveniente que haya poco viento lateral. Además la piedra debe rotar sobre el eje vertical, perpendicular al plano de la piedra. La ventaja de la rotación es la misma que en las peonzas, ya que mientras ningún movimiento perturbe el par de giro, la rotación permanece inalterada y estabiliza el proyectil. De no ser por la rotación, pequeñas perturbaciones tendrían un mayor efecto y la piedra empezaría a tambalearse, tropezar y se sumergiría antes de tiempo. Este giro del guijarro se consigue sujetando la piedra entre el pulgar y el índice, y ejerciendo en el momento del lanzamiento una presión en el borde con el dedo índice.

## Lectura adicional
- Wikimedia Commons alberga una categoría multimedia sobre Cabrilla.
- Juegos de ingenio.org Archivado el 5 de enero de 2009 en Wayback Machine. Epostracismo - 1ª parte
- Juegos de ingenio.org Archivado el 13 de junio de 2010 en Wayback Machine. Epostracismo - 2ª parte

- Datos: Q1061307
- Multimedia: Stone skipping / Q1061307